# Ludovico Eugenio di Württemberg
Ludovico Eugenio Giovanni di Württemberg (Francoforte sul Meno, 6 gennaio 1731 – Ludwigsburg, 20 maggio 1795) fu dal 1793 al 1795 il tredicesimo duca del Württemberg.
Terzo figlio del duca Carlo I Alessandro e di Maria Augusta di Thurn und Taxis, succedette nel 1793 al fratello Carlo II Eugenio come duca del Württemberg e regnò fino alla sua morte, quando venne succeduto dal fratello minore.

## Biografia
Ludovico Eugenio trascorse la sua infanzia con i suoi due fratelli alla corte di Federico II di Prussia, che lo nominò nel 1743 comandante della cavalleria e capo del reggimento dei dragoni.
Nel 1749 entrò al servizio di Luigi XV di Francia e divenne comandante di un reggimento tedesco. Durante la guerra fra Francia ed Inghilterra nel 1756 ebbe un tal personale successo che fu promosso luogotenente generale.
L'anno successivo entrò come volontario nell'esercito austriaco e prese parte a tutte le campagne della Guerra dei sette anni. Nel 1762 sposò Sofia Albertina di Beichlingen, figlia del conte Augusto Goffredo Dietrich di Beichlingen e della contessa Sofia Elena di Stoecken, e si ritirò a vita privata. In quel tempo iniziò una intensa corrispondenza con Jean-Jacques Rousseau, nella quale trattava fra l'altro la questione se e come potevano trovare utilizzo nella formazione delle figlie i principi sviluppati dal Rousseau nell'opera Emile. In occasione della acquisizione del titolo di duca egli annunciò che il Württemberg avrebbe adottato i principi sviluppati da Rousseau nell'impostazione della formazione.
Egli divenne infatti Duca del Württemberg alla morte del fratello Carlo Eugenio, il 24 ottobre 1793, tuttavia poco meno di due anni dopo fu colpito da infarto e, non avendo eredi maschi, il titolo di duca del Württemberg passò al fratello Federico Eugenio del Württemberg.

## Matrimonio e discendenza
Dalla moglie Sofia Albertina Ludovico Eugenio ebbe tre figlie:
- Sofia Antoinetta (17 giugno 1763 – 19 maggio 1775);
- Guglielmina Federica Elisabetta (4 luglio 1764 – 9 agosto 1817);
- Enrichetta Carlotta Federica (11 marzo 1767 – 23 maggio 1817).

## Ascendenza
|                                          |                                       |                                              | Genitori                                  |  |  | Nonni |  |  | Bisnonni                    |  |  | Trisnonni                        |  |
|                                          |                                       |                                              |                                           |  |  |       |  |  | Eberardo III di Württemberg |  |  | Giovanni Federico di Württemberg |  |
|                                          |                                       |                                              |                                           |  |  |       |  |  | Eberardo III di Württemberg |  |  | Giovanni Federico di Württemberg |  |
|                                          |                                       | Barbara Sofia di Brandeburgo                 |                                           |  |  |       |  |  | Eberardo III di Württemberg |  |  |                                  |  |
| Federico Carlo di Württemberg-Winnental  |                                       |                                              |                                           |  |  |       |  |  | Eberardo III di Württemberg |  |  |                                  |  |
|                                          |                                       | Anna Caterina Dorotea di Salm-Kyrburg        | Giovanni Casimiro di Salm-Kyrburg         |  |  |       |  |  |                             |  |  |                                  |  |
|                                          |                                       | Anna Caterina Dorotea di Salm-Kyrburg        | Giovanni Casimiro di Salm-Kyrburg         |  |  |       |  |  |                             |  |  |                                  |  |
|                                          |                                       | Anna Caterina Dorotea di Salm-Kyrburg        | Dorotea di Solms-Laubach                  |  |  |       |  |  |                             |  |  |                                  |  |
| Carlo I Alessandro di Württemberg        |                                       | Anna Caterina Dorotea di Salm-Kyrburg        |                                           |  |  |       |  |  |                             |  |  |                                  |  |
|                                          |                                       | Alberto II di Brandeburgo-Ansbach            | Gioacchino Ernesto di Brandeburgo-Ansbach |  |  |       |  |  |                             |  |  |                                  |  |
|                                          |                                       | Alberto II di Brandeburgo-Ansbach            | Gioacchino Ernesto di Brandeburgo-Ansbach |  |  |       |  |  |                             |  |  |                                  |  |
|                                          |                                       | Alberto II di Brandeburgo-Ansbach            | Sofia di Solms-Laubach                    |  |  |       |  |  |                             |  |  |                                  |  |
| Eleonora Giuliana di Brandeburgo-Ansbach |                                       | Alberto II di Brandeburgo-Ansbach            |                                           |  |  |       |  |  |                             |  |  |                                  |  |
|                                          |                                       | Sofia Margherita di Oettingen-Oettingen      | Gioacchino Ernesto di Oettingen-Oettingen |  |  |       |  |  |                             |  |  |                                  |  |
|                                          |                                       | Sofia Margherita di Oettingen-Oettingen      | Gioacchino Ernesto di Oettingen-Oettingen |  |  |       |  |  |                             |  |  |                                  |  |
|                                          |                                       | Sofia Margherita di Oettingen-Oettingen      | Anna Sibilla di Solms-Sonnenwalde         |  |  |       |  |  |                             |  |  |                                  |  |
| Ludovico Eugenio di Württemberg          |                                       | Sofia Margherita di Oettingen-Oettingen      |                                           |  |  |       |  |  |                             |  |  |                                  |  |
|                                          | Eugenio Alessandro di Thurn und Taxis | Lamoral Claudio Francesco di Thurn und Taxis |                                           |  |  |       |  |  |                             |  |  |                                  |  |
|                                          | Eugenio Alessandro di Thurn und Taxis | Lamoral Claudio Francesco di Thurn und Taxis |                                           |  |  |       |  |  |                             |  |  |                                  |  |
|                                          | Eugenio Alessandro di Thurn und Taxis | Anna Francesca Eugenia di Hornes             |                                           |  |  |       |  |  |                             |  |  |                                  |  |
| Anselmo Francesco di Thurn und Taxis     | Eugenio Alessandro di Thurn und Taxis |                                              |                                           |  |  |       |  |  |                             |  |  |                                  |  |
|                                          |                                       | Anna Adelaide di Fürstenberg-Heiligenberg    | Ermanno Egon di Fürstenberg-Heiligenberg  |  |  |       |  |  |                             |  |  |                                  |  |
|                                          |                                       | Anna Adelaide di Fürstenberg-Heiligenberg    | Ermanno Egon di Fürstenberg-Heiligenberg  |  |  |       |  |  |                             |  |  |                                  |  |
|                                          |                                       | Anna Adelaide di Fürstenberg-Heiligenberg    | Maria Francesca di Fürstenberg-Stühlingen |  |  |       |  |  |                             |  |  |                                  |  |
| Maria Augusta di Thurn und Taxis         |                                       | Anna Adelaide di Fürstenberg-Heiligenberg    |                                           |  |  |       |  |  |                             |  |  |                                  |  |
|                                          |                                       | Ferdinando Augusto Leopoldo di Lobkowicz     | …                                         |  |  |       |  |  |                             |  |  |                                  |  |
|                                          |                                       | Ferdinando Augusto Leopoldo di Lobkowicz     | …                                         |  |  |       |  |  |                             |  |  |                                  |  |
|                                          |                                       | Ferdinando Augusto Leopoldo di Lobkowicz     | …                                         |  |  |       |  |  |                             |  |  |                                  |  |
| Maria Ludovica Anna di Lobkowicz         |                                       | Ferdinando Augusto Leopoldo di Lobkowicz     |                                           |  |  |       |  |  |                             |  |  |                                  |  |
|                                          |                                       | Maria Anna di Baden-Baden                    | …                                         |  |  |       |  |  |                             |  |  |                                  |  |
|                                          |                                       | Maria Anna di Baden-Baden                    | …                                         |  |  |       |  |  |                             |  |  |                                  |  |
|                                          |                                       | Maria Anna di Baden-Baden                    | …                                         |  |  |       |  |  |                             |  |  |                                  |  |
|                                          |                                       | Maria Anna di Baden-Baden                    |                                           |  |  |       |  |  |                             |  |  |                                  |  |